# Stop (Plain White T's)
Stop è il secondo album discografico in studio del gruppo musicale statunitense Plain White T's, pubblicato nel 2002.

## Tracce
1. Stop – 3:49
2. Please Don't Do This – 3:00
3. What If – 2:51
4. Fireworks – 3:25
5. Leavin' – 3:45
6. Shine – 5:19
7. Your Fault – 3:48
8. Happy Someday – 3:20
9. A Lonely September – 4:26
10. Can't Turn Away – 4:30
11. Penny (Perfect for You) – 3:19
12. Radios in Heaven – 5:23

Bonus track riedizione
1. Cinderella Story - 3:36
2. Bruises - 3:04
3. Let's Pretend - 4:32

## Formazione
- Tom Higgenson - voce, tastiere, chitarra
- Steve Mast - voce, chitarra
- Ken Fletcher - basso
- Dave Tirio - batteria, percussioni